# Mino Martinazzoli

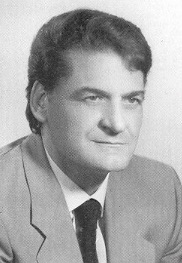
Mino Martinazzoli

Mino Martinazzoli (* 30. November 1931 in Orzinuovi, Lombardei; † 4. September 2011 in Brescia) war ein italienischer Minister, Rechtsanwalt und Politiker (Democrazia Cristiana (DC), Partito Popolare Italiano (PPI) und La Margherita – Democrazia è Libertà).

## Leben
Nach seinem Jurastudium, das er als Stipendiat des Collegio Borromeo in Pavia absolvierte, begann Martinazzoli sich politisch zu betätigen, zunächst noch auf Gemeindeebene, später im Provinzrat (consiglio provinciale). Von 1970 bis 1972 war er Präsident der Provinz Brescia. 1972 wurde er in den italienischen Senat gewählt, dem er bis 1983 angehörte. 1983 bis 1992 war er Abgeordneter im Abgeordnetenhaus. Am 4. August 1983 wurde er zum Justizminister der Regierung von Bettino Craxi ernannt; dieses Amt übte er bis zum 1. August 1986 aus. Nach einer Regierungsumbildung war er zwischen 1986 und 1989 Fraktionsvorsitzender der DC im Abgeordnetenhaus. Von 1989 bis 1990 bekleidete er das Amt des Verteidigungsministers. Von 1991 bis 1992 war er in der siebten Regierung Giulio Andreottis Minister für institutionelle Reformen und regionale Angelegenheiten. Von 1992 bis 1994 war er erneut Mitglied des Senats.
Am 12. Oktober 1992 wurde Martinazzoli beim Parteitag der DC zum Vorsitzenden gewählt. Zu dieser Zeit war die Partei durch den Tangentopoli-Skandal schwer belastet. Um eine gewisse politische Kontinuität zu wahren, schlug er 1993 die Neugründung der Partito Popolare Italiano vor. Die DC geriet immer tiefer in den Strudel der Mani-pulite-Ermittlungen und löste sich noch im selben Jahr auf. Martinazzoli stand der 1994 gegründeten Partei Forza Italia des Unternehmers Silvio Berlusconi ablehnend gegenüber.
Die Parlamentswahlen 1994 verliefen für Martinazzolis Zentrumsbündnis Patto per l'Italia enttäuschend. Ministerpräsident wurde Berlusconi, der Patto per l'Italia erreichte lediglich einen Stimmenanteil von 11 %. Im gleichen Jahr bewarb sich Martinazzoli um das Amt des Bürgermeisters von Brescia und gewann die Wahl. 1998 trat er nicht mehr an. In der Folgezeit schloss er sich jenem Parteiflügel der Partito Popolare Italiano an, der eine Koalition mit Mitte-links bevorzugte.
Im Jahr 2000 versuchte Martinazzoli als Kandidat des Mitte-links-Bündnisses Präsident (Presidente della Regione) der Region Lombardei zu werden, seine Koalition erlangte jedoch nur 32 % der Stimmen. Bis 2005 gehörte er dem Regionalrat an. Nach dem Aufgehen des PPI in der La Margherita - Democrazia è Libertà im Jahr 2002 schloss er sich den Popolari-Unione Democratici per l’Europa an.